# Felice Romani

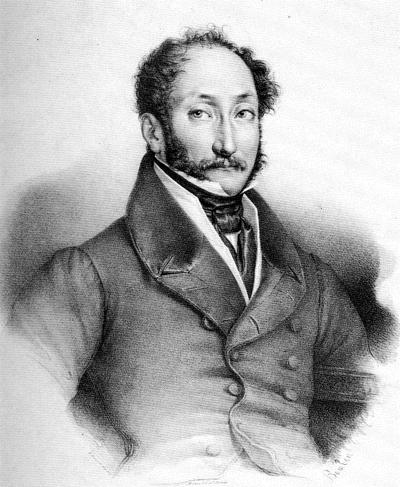
Felice Romani

Felice Romani (ur. 31 stycznia 1788 w Genui, zm. 28 stycznia 1865 w Moneglii) – włoski poeta, znany głównie dzięki współpracy z włoskimi kompozytorami operowymi, dla których pisał libretta, uchodzące dziś za jedne z najlepszych. Szczególnie blisko współpracował z Vincenzo Bellinim, który niezadowolony ze współpracy z innym librecistą postanowił pracować już tylko z Romanim. Romani pisał też libretta dla Gaetano Donizettiego (Napój miłosny, Lukrecja Borgia, Anna Boleyn), Gioacchino Rossiniego (Turek we Włoszech) i Giuseppe Verdiego (Dzień panowania - to libretto było jednak przeznaczone z początku dla innego twórcy).